# (17113) 1999 JE54
1999 جاي إي 54 (ويعرف أيضًا باسم (17113) 1999 جاي إي 54 وفق تسمية الكوكب الصغير) (بالإنجليزية: 1999 JE54)‏ هو كويكب ضمن حزام الكويكبات؛ وترتيبه 17113 من حيث الاكتشاف.
اكتُشف هذا الجُرم الفلكي بواسطة بحث لنكولن عن الكويكبات القريبة من الأرض في 10 مايو 1999.

## وصلات خارجية
- (17113) 1999 JE54 في قاعدة بيانات مختبر الدفع النفاث لأجرام النظام الشمسي الصغيرة

- الاكتشاف · مخطط المدار ·  العناصر المدارية · المعلمات المادية

- (17113) 1999 JE54 على موقع ويكي سكاي: DSS2, SDSS, GALEX, IRAS, Hydrogen α, X-Ray, Astrophoto, Sky Map, Articles and images